# Baesweiler
Baesweiler település Aachen körzetében, Németországban, Észak-Rajna-Vesztfália tartományban. Lakosainak száma 28 005 fő (2023. december 31.). Baesweiler Alsdorf és Herzogenrath községekkel határos., illetve a szomszédos holland várossal, Kerkradével.

## Közigazgatás
- Baesweiler
- Beggendorf
- Floverich
- Loverich
- Oidtweiler
- Puffendorf

## Népesség
A település népességének változása:
| Lakosok száma | 27 834 | 26 996 | 27 033 | 27 351 | 27 620 | 28 005 |
|               | 2010   | 2017   | 2019   | 2021   | 2022   | 2023   |